# Ostříž africký
Ostříž africký (Falco cuvierii) je monotypický druh malého sokola žijícího jižně od Sahary. Živí se převážně hmyzem.